# 존 F. 케네디의 대통령직 인수
존 F. 케네디의 대통령직 인수는 그가 1960년 미국 대통령 선거에서 승리하여 미국의 대통령 당선인이 되면서 시작되었고, 1961년 1월 20일 케네디가 취임하면서 끝났다. 케네디는 선거 다음 날인 1960년 11월 9일 선거 결과가 확실해지면서 대통령 당선인이 되었다.
케네디는 클라크 클리퍼드에게 인수인계 작업을 맡겼다. 퇴임하는 드와이트 D. 아이젠하워 대통령과 그의 행정부는 원활한 평화적 정권 이양을 위해 케네디 당선인과 그의 팀에게 여러 인수인계 측면에서 협력했다. 선거를 앞두고 클리퍼드는 케네디를 위해 독자적으로, 그리고 브루킹스 연구소에서 진행 중인 연구의 일환으로 대통령 인수인계를 연구하고 있었다.
당시 미국의 대통령직 인수는 이후 수십 년 동안 발전한 것보다 훨씬 덜 정교했다. 케네디의 인수인계는 자원봉사자 기반으로 운영되었다. 인수인계를 위한 준비는 선거 전부터 시작되었으며, 클라크 클리퍼드는 케네디를 대신하여 과거 대통령 인수인계를 연구하고 리처드 노이스타트는 민주당 전국위원회 (DNC)를 대신하여 같은 작업을 수행했다. 선거 후 클리퍼드가 인수인계를 이끌었고 노이스타트는 고문으로 계속 활동했다. 케네디 인수인계의 최고 책임자들은 대부분 로버트 F. 케네디, 래리 오브라이언, 케네스 오도널, 피에르 샐린저, 사전트 슈라이버, 스티븐 에드워드 스미스, 테드 소렌슨, 딕 도나휴 등 그의 대통령 캠페인에 참여했던 인물들이었다. 인수인계는 주로 DNC의 자금으로 이루어졌다.
인수인계 당시 아이젠하워와 케네디는 서로에 대해 부정적으로 생각했지만, 두 사람은 트루먼 대통령과 아이젠하워 사이의 이전 인수인계처럼 거칠고 긴장감 넘치는 인수인계를 피하고자 했다. 선거를 앞두고 케네디의 캠페인과 임기 제한이 있는 아이젠하워 퇴임 대통령의 행정부는 과거 인수인계를 연구하고 1960-61년 대통령 인수인계를 준비하기 위한 조치를 취했다. 선거 직후 케네디는 중앙정보국 (CIA)으로부터 광범위한 일일 브리핑과 미국 국무부로부터 브리핑을 받기 시작했다. 아이젠하워는 미국의 대통령 비서실장 윌턴 퍼슨스를 자신의 행정부 인수인계 대표로 지명했다. 특히 인수인계 후반부에는 케네디의 인수인계 책임자 클리퍼드와 퍼슨스 모두 전화 통화와 대면 만남을 자주 가졌다.

## 선거 전 활동
드와이트 D. 아이젠하워 재임자 대통령은 임기 제한이 있었기 때문에 1960년 미국 대통령 선거 이후 대통령직 인수가 예정되어 있었다. 이를 예상하여 1960년 대통령 후보 지명 전당대회 직후, 아이젠하워는 로버트 다니엘 머피가 이끄는 대통령직 인수 연구 자문위원회를 만들었다.
존 F. 케네디에 의한 잠재적인 대통령직 인수를 위한 계획은 선거 이전에 시작되었다. 클라크 클리퍼드와 리처드 노이스타트가 이 준비를 담당했다. 두 사람은 대통령직 인수를 연구하고 케네디에게 잠재적인 인수에 대해 조언하는 데 있어 대부분 독립적으로 행동했다. 클리퍼드는 케네디를 위해 직접 일했고, 노이스타트는 민주당 전국위원회 (DNC)를 위해 일했다.
케네디는 1960년 민주당 전당대회에서 민주당 후보 지명을 받은 직후 클리퍼드와 잠재적인 대통령직 인수에 대해 처음으로 이야기하기 시작했다. 브루킹스 연구소는 과거 대통령직 인수를 검토하고 다음 대통령 임기로의 원활한 인수를 계획하는 데 도움을 주기 위해 자문 그룹을 신중하게 설립했다. 이러한 인수 검토에는 로린 L. 헨리도 참여했는데, 그는 대통령직 인수라는 주제에 대한 책(Presidential Transitions)을 쓰고 있었고, 이 책은 그해 11월에 출판될 예정이었다. 브루킹스 연구소의 검토는 카네기 재단의 보조금으로 자금을 조달했다. 드와이트 D. 아이젠하워 현 대통령의 백악관 고문 데이비드 W. 켄들은 이 프로젝트를 설립하고 양대 정당 후보들을 참여시키는 데 핵심적인 역할을 했다. 케네디가 민주당 대통령 후보 지명을 받은 직후, 그는 전 프랭클린 델라노 루스벨트 행정부 관료인 제임스 H. 로를 만나 선거 후 문제에 어떻게 대처할 것인지 논의했다. 로는 브루킹스 연구소의 대통령직 인수 검토팀의 일원이었고, 그들의 논의 결과 케네디는 클라크 클리퍼드를 검토에 참여시키고, 선거 후 인수를 어떻게 운영할 것인지에 대해 케네디에게 조언하며, 인수 운영 방법에 대한 메모를 케네디에게 준비하도록 지명했다. 아이젠하워 행정부는 내각의 총무인 브래드 패터슨을 연락 담당관으로 하여 이 논의에 참석시켰고, 케네디의 상대 후보인 리처드 닉슨 팀은 로버트 E. 쿠시먼 주니어를 연락 담당관으로 보냈다.
노이스타트는 민주당 전국위원회 의장 헨리 M. 잭슨으로부터 대통령직 인수에 대한 메모를 작성해달라는 요청을 처음 받았고, 잭슨은 9월 15일에 메모를 받았다. 1960년 9월 18일, 잭슨이 메모를 받은 며칠 후, 그는 워싱턴 D.C.의 조지타운 인근에 있는 케네디의 집에서 케네디와 노이스타트와 회의를 가졌고, 케네디는 메모를 읽고 노이스타트에게 여러 질문을 했다. 케네디는 노이스타트에게 당선인들을 위한 선거 후 문제, 특히 백악관 직원을 조직하는 문제에 대한 보고서를 작성하여 메모를 더 자세히 설명하도록 지시했다.
1960년 중반, 케네디는 또한 폴 니체가 이끄는 특별 국방 및 외교 정책 위원회 설립을 발표했다.

## 인수인계 조직
케네디가 당선될 당시 미국의 대통령직 인수는 현재보다 훨씬 작고 비공식적이었다. 케네디는 인수인계 작업을 주로 워싱턴 D.C.의 조지타운 인근에 있는 자신의 개인 주택에서 수행했다. 그는 또한 자신의 집과 워싱턴의 다른 장소, 예를 들어 미국 상원 사무실, 민주당 전국위원회 사무실, 에쏘 빌딩에 있던 그의 전 캠페인 본부, 클라크 클리퍼드의 법률 사무소, 브루킹스 연구소의 회의실 등에서 인수인계 계획 회의를 열었다. 캠페인 기간 동안 케네디의 개인 사무실 역할을 한 곳은 그의 조지타운 저택, 그의 가족의 팜비치, 플로리다주 저택, 그리고 칼라일 호텔의 펜트하우스였다.
선거 후 인수인계는 클라크 클리퍼드가 이끌었으며, 그는 케네디의 몇몇 가까운 동료들과 함께 일했다. 인수인계 직원 중 누구도 재정적 보상을 받지 않았다. 인수인계는 자원봉사 스태프에 의존했다. 인수인계의 최고 책임자들은 케네디의 대통령 선거 운동에 참여했던 개인들이었다. 이들은 대체로 비교적 젊었지만, 워싱턴 D.C. 정치에 경험이 있었다. 많은 이들은 이전 대통령직 인수의 상대방보다 훨씬 더 경험이 많았다. 11월 10일, 매사추세츠주 하이애니스포트에서 최고 고문들과의 회의에서 케네디는 그들에게 인수인계 역할을 할당했다. 클리퍼드와 노이스타트는 공식적인 인수인계 고문으로 임명되어 인수인계 계획을 담당했다. 클리퍼드는 또한 아이젠하워 행정부와의 인수인계 연락관으로 임명되었다. 인수인계 기간 동안 케네디는 노이스타트에게 대통령 행정부의 특정 직위와 업무에 대한 구체적이고 심층적인 분석을 제공하는 추가 서류를 취합하여 보내도록 했다. 피에르 샐린저는 인수인계의 언론팀장(백악관 백악관 대변인)으로 임명되었다. 케네스 오도널은 행정과 임명을 담당했다. 사전트 슈라이버 (케네디의 매형)는 고위 임명자 선발 과정을 담당했고 래리 오브라이언은 엽관제 임명을 담당했다. 딕 도나휴 또한 예정된 대통령 임명자 선발 과정 지원과 인수인계 팀과 부통령 당선인 린든 B. 존슨 간의 의사소통 관리를 담당했다. 테드 소렌슨은 정책 의제 수립과 성명 및 연설 작성을 담당했다. 로버트 F. 케네디 (케네디의 동생)는 인수인계의 일반 고문이었다. 스티븐 에드워드 스미스 (케네디의 매형)는 인수인계의 재정을 담당했다. 또한 인수인계에 특정 문제에 대해 조언한 사람은 케네디의 동생 에드워드 M. 케네디와 아버지 조지프 P. 케네디였다.
인수인계의 일환으로 폴 새뮤얼슨이 경제 태스크포스를 이끌었다. 해리스 워포드는 민권 관련 정책을 수립하고 민권 관련 인력을 선발하는 데 인수인계를 이끌도록 지명되었다. 인수인계에 역할을 한 다른 인물로는 제임스 E. 웹이 있었다. 캠페인 기간 동안 소렌슨 지지자와 오도널 지지자 사이에 긴장이 있었다. 유사한 긴장이 발생할 경우 이를 완화하기 위해 프레드 더턴이 처음에는 불분명한 역할로 인수인계에 참여하여 일종의 중립적인 인물 역할을 했다.
케네디의 인수인계 노력은 경비를 충당하기 위해 민주당 전국위원회에 자금 지원을 요청해야 했다. 궁극적으로 DNC는 인수인계에 필요한 대부분의 자금을 제공했다.

## 인수인계의 시작

인수인계 중 린든 B. 존슨 부통령 당선인과 케네디 당선인

케네디는 선거 다음 날인 1960년 11월 9일이 되어서야 비로소 미국의 대통령 당선인이 되었다고 볼 수 있다. 뉴욕 타임스 (케네디가 승리할 것이라고 예측한 최초의 언론 중 하나)는 선거 당일 동부 표준시 자정 직전에 케네디의 승리를 예측했지만, NBC와 같은 다른 주요 언론 매체는 11월 9일 아침이 되어서야 케네디를 승자로 예측했다.
닉슨이 11월 9일 선거에서 패배를 인정한 후, 아이젠하워 대통령은 케네디 당선인에게 두 통의 전보를 보냈다. 한 통은 당선인에게 간단한 축하 메시지를 보냈고, 두 번째 통에서는 아이젠하워가 질서 있는 권력 이양에 협력하겠다고 약속하고 이에 대한 제안을 제시했다. 아이젠하워는 두 번째 전보에서 케네디와 만나 "정부의 연속성과 1월 20일 내 행정부에서 귀하의 행정부로의 행정 책임의 질서 있는 이양 문제를 논의하기 위해" 만나자고 제안했다. 그는 또한 그의 백악관 비서실장인 윌턴 퍼슨스를 그의 행정부의 인수인계 대표로 지명했다. 그는 퍼슨스가 케네디가 지명한 대표들이 행정부 부처장들과 만날 수 있도록 준비할 것이라고 언급했다. 그는 또한 케네디의 대표들이 백악관 예산국과 만나 정부 행정 및 예산 문제를 논의하고, 케네디의 대표들이 국무장관과 만나 외교 정책 업데이트를 받을 것을 제안했다.
케네디는 11월 9일 첫 선거 후 기자회견을 열어 인수인계에 대해 논의하고, 처음으로 자신의 행정부에 임명할 몇몇 인물들의 이름을 발표했다. 같은 날, 케네디는 클라크 클리퍼드가 그를 위해 작성한 메모를 받았다. 다음 날, 케네디와 그의 팀은 직원 회의를 열어 클리퍼드, 노이스타트, 브루킹스 연구소가 작성한 세 가지 별도의 메모를 검토했다.
11월 14일, 클리퍼드는 윌턴 퍼슨스와 백악관에서 첫 대면 회의를 가졌다. 회의에서 퍼슨스는 케네디 팀이 아이젠하워 백악관의 조직 구조를 검토할 사무실 관리자를 보내달라는 클리퍼드의 요청에 동의했다. 이 회의에서 두 사람은 당선인과 퇴임 대통령 간의 12월 6일 회의를 잡았다. 회의 후, 그들은 2시간 동안의 회의에 대한 일반적인 요약을 백악관 부대변인 앤 윌리엄스 휘튼에게 제공했고, 그녀는 언론에 브리핑했다. 이 회의 이후, 클리퍼드와 퍼슨스의 추가 인수인계 활동은 비공개로 진행되었으며, 두 사람은 나머지 인수인계 기간 동안 대중의 시선에서 물러났다. 12월 1일까지 두 사람은 다섯 번의 대면 회의를 가졌다. 인수인계가 진행됨에 따라 클리퍼드와 퍼슨은 일주일에 두세 번 만났다. 클리퍼드는 종종 이 회의에 테드 소렌슨과 동행했고, 퍼슨스는 종종 백악관 고문 데이브 켄들과 백악관 행정 비서 윌리엄 J. 홉킨스와 같은 인물들과 동행했다. 그들은 또한 매일 전화 통화를 했다. 두 사람의 11월 14일 회의 며칠 후 아이젠하워의 지시에 따라, 퍼슨스는 인수인계 활동에 대한 상세한 서면 기록을 남겼다.

## 대통령 당선인에 대한 정보 브리핑
11월 14일 클리퍼드와 퍼슨스 간의 회의에서 케네디가 브리핑을 받을 수 있도록 조치가 취해졌다. 케네디는 이후 중앙정보국 (CIA)으로부터 광범위한 일일 브리핑을 받았는데, 일부는 리처드 M. 비셀 주니어와 중앙정보국장 앨런 덜레스로부터 직접 전달되었다. 케네디는 또한 미국 국무부로부터 브리핑을 받았다. CIA가 케네디에게 브리핑한 주제 중에는 쿠바의 피델 카스트로에 대한 비밀 작전이 포함되어 있었는데, CIA는 궁극적으로 피그스만 침공이 될 작전을 계획하고 있었다. 쿠바와의 긴장에 대응하여 1960년 3월, 아이젠하워 행정부는 카스트로 정부를 전복시키기 위해 쿠바 망명자 집단을 훈련시키는 것을 승인했다. 이 망명자들은 나중에 피그스만 침공을 실패하게 된다. 1987년 역사가 칼 M. 브라우어는 피그스만 침공의 실패를 케네디와 그의 팀이 인수인계 기간 동안 정부의 관료적 전문가들을 너무 신뢰했기 때문이라고 비난했다.
케네디는 인수인계 기간 동안 아이젠하워 행정부의 특정 조치에 대해 사전에 경고를 받았다. 예를 들어, 아이젠하워가 12월 5일 제네바에서 소련과 진행 중이던 핵무기 협상을 중단하기로 결정했을 때, 국무장관 크리스천 허터는 영국과 소련에 통보하기 전에 케네디에게 먼저 알리기로 결정했다.

## 아이젠하워의 인수인계 역할 및 케네디와의 관계

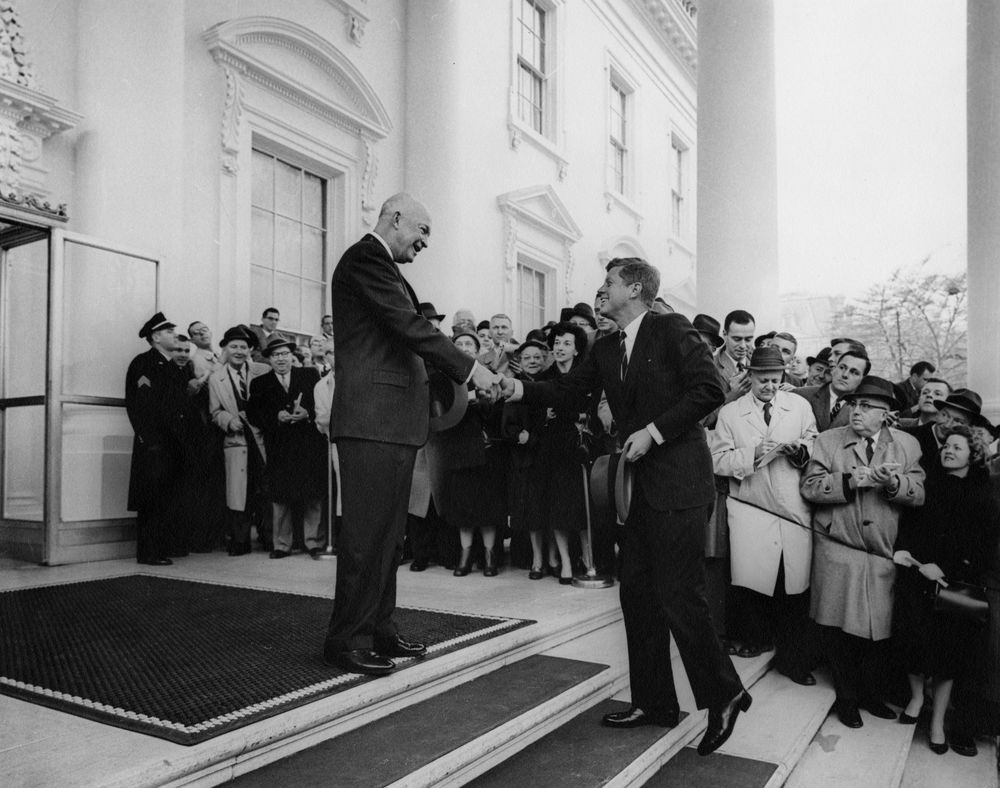
1960년 12월 6일 백악관 회의에서 케네디 당선인(오른쪽)이 퇴임하는 드와이트 D. 아이젠하워 대통령과 악수를 하고 있다

대통령직 인수는 미국 대통령 선거에서 승리한 최연소 인물이 당시 미국 대통령으로 재임한 최고령 인물인 아이젠하워의 뒤를 이으면서 대통령직의 세대 변화를 알렸다. 인수인계에 들어가면서 케네디와 아이젠하워는 모두 서로를 좋지 않게 생각했는데, 이는 주로 이러한 세대 간의 격차로 인해 형성된 서로에 대한 인식 때문이었다. 그러나 자신이 대통령 당선인이었을 때 원활한 인수인계를 수행하지 못했던 아이젠하워는 잘못 관리된 인수인계의 비용을 이해하고 있었고, 전반적으로 케네디의 인수인계가 원활하게 진행되도록 돕고자 했다. 게다가 케네디 또한 아이젠하워의 대통령직 인수 기간 동안 아이젠하워와 트루먼 사이에 드러났던 종류의 공개적인 적대감을 피하고자 했다. 케네디는 그에 대한 자신의 가혹한 판단에도 불구하고 아이젠하워가 여전히 미국 대중의 의견에서 인기 있는 인물이라는 것을 이해했다. 아이젠하워는 당선인의 아들 존 F. 케네디 주니어가 태어난 후(1960년 11월 25일 출생) 케네디에게 축하 메시지를 보내 두 사람 사이의 냉기를 깨는 데 도움을 주었다.
인수인계 기간 동안 아이젠하워 퇴임 대통령은 케네디와 두 차례 회의를 가졌다. 한 번은 12월 6일, 다른 한 번은 1월 19일이었다. 12월 6일 회의는 두 사람이 처음으로 일대일로 만난 자리였다. 아이젠하워 재임 기간 동안 케네디와 아이젠하워가 모두 참석했던 대규모 모임 외에, 그들의 유일한 이전 만남은 1945년 해군성 장관 제임스 포레스탈과 함께 전선으로 갔을 때 케네디가 당시 사령관 아이젠하워와 짧게 상호작용한 것이었다. 선거 후 회의에서 그들은 무엇보다도 핵무기 암호와 베를린 (동독과 서독 간의 긴장), 과테말라, 극동, 아시아 분쟁, 쿠바, 펜타곤 개혁, 미국 국가안전보장회의 운영과 같은 외교 정책 주제를 논의했다. 아이젠하워는 또한 샤를 드골, 해럴드 맥밀런, 콘라트 아데나워와 같은 해외 지도자들에 대한 통찰력을 공유했다. 12월 6일 첫 회의에서 두 사람은 백악관 오벌 오피스에서 두 시간 동안 단둘이 만난 후, 퇴임 내각의 여러 구성원들(재무장관 로버트 B. 앤더슨, 국방장관 토마스 S. 게이츠 주니어, 국무장관 크리스천 허터)과 함께 루스벨트룸에서 두 번째 회의를 가졌다. 클라크 클리퍼드와 윌턴 퍼슨스도 루스벨트룸에서의 그룹 회의에 참석했으며, 백악관 대변인 제임스 해거티와 케네디 고문 피에르 샐린저는 회의 후 대통령과 당선인이 발표할 공동 성명 작성에 도움을 주기 위해 합류했다. 두 번째 회의는 케네디가 라오스 내전을 더 논의하기를 특별히 바랐기 때문에 케네디가 요청한 것이었다.
아이젠하워는 케네디 행정부가 자신의 실패에 대해 자신을 비난하고 아이젠하워의 성공에 대해 공로를 주장할 것이라고 생각했다. 그는 자신의 행정부에서 남아 있는 사람들이 새 행정부의 희생양이 될 것을 우려했다. 아이젠하워는 자신의 행정부 고위 구성원들이 케네디의 행정부에서 직책을 수락하는 것을 만류했다. 예를 들어, 아이젠하워 행정부의 국무차관 C. 더글러스 딜런이 케네디의 재무장관으로 고려되고 있다는 사실을 알게 되었을 때, 아이젠하워는 딜런에게 이 직책을 수락하지 말라고 촉구하며, 케네디 행정부의 "급진주의자"들에게 희생양이 될 것이라고 경고했다. 딜런이 그의 조언을 무시하고 직책을 수락하자 아이젠하워는 분노했다. 다른 공화당원들은 딜런이 이 역할을 맡으면 경제 문제에서 케네디를 공격할 능력이 제한될 것이라고 우려했다.
아이젠하워의 백악관 행정 서기 윌리엄 J. 홉킨스는 케네디 인수인계 팀에게 현 백악관 직원에 대한 상세한 브리핑 자료와 백악관 웨스트 윙 및 아이젠하워 행정동 빌딩의 배치도를 제공했다. 인수인계 기간 동안 아이젠하워 행정부는 또한 미래의 드와이트 D. 아이젠하워 대통령 기념 도서관으로 문서를 이전하기 위해 준비했다.
나중에 일부 관련 관리들의 회상에 따르면, 대통령직 임기 말에 아이젠하워는 케네디에게 중요한 문제에 대한 의사 결정에 참여할 것을 제안했지만, 케네디는 그 제안을 거절했다. 케네디 고문 테드 소렌슨은 나중에 케네디가 "선거와 취임 사이 퇴임하는 행정부가 취하는 조치들, 즉 서유럽으로의 지불 균형 개선 임무와 쿠바와의 모든 외교 관계 단절을 포함하여 완전한 책임과 정보가 있기 전까지는 이러한 조치에 참여하거나, 약속하거나, 심지어 언급하거나, 협의하는 것이 부적절하고 현명하지 못하다고 생각했다"고 썼다. 우연히도 아이젠하워 자신의 트루먼 대통령으로부터의 대통령직 인수 기간 동안 트루먼이 유사한 제안을 했고 아이젠하워도 거절했다는 보고가 있었다.
1월 3일, 대통령 임기가 2주 조금 넘게 남은 시점에서, 레임덕 아이젠하워는 주요 국제 관계 결정을 내리고 쿠바와의 외교 관계를 단절하고 쿠바 주재 미국 대사관을 폐쇄했다. 1월 17일, 아이젠하워는 고별 연설을 했다. 이는 아이젠하워 대통령 재임 기간의 "마지막 책꽂이"로 여겨지는 중요한 연설로 간주되었다.

## 케네디와 존슨의 미국 상원 사임
12월 22일, 케네디는 미국 상원 의원직을 공식적으로 사임했다. 1월 3일, 1960년 텍사스주 미국 상원의원 선거 (대통령 선거와 동시에 치러짐)에서 당선된 새 상원 임기를 위한 선서를 마친 직후, 존슨 부통령 당선인은 상원 의원직을 사임했다. 그날, 케네디 당선인의 촉구로 마이크 맨스필드는 더크센 상원 사무소 빌딩에서 열린 상원 민주당 코커스 회의에서 상원 원내총무로 성공적으로 당선되었다. 맨스필드가 그 직위에 당선된 후, 존슨은 맨스필드에게 그가 상원 원내총무 시절 사용했던 S-211호실과 몇몇 다른 방을 국회 의사당의 부통령 집무실로 사용할 수 있도록 해달라고 요청했다. 그는 또한 상원 민주당이 보비 베이커를 당 비서로 계속 유지하기를 원했다. 이 두 가지 요청은 승인되었다. 존슨은 세 번째 요청으로, 미국 상원의장(부통령이 공식적으로 맡는 역할)으로서 상원 민주당 코커스의 영구 의장이 되게 해달라고 요청했는데, 이는 앨벤 바클리가 부통령 시절 같은 일을 했다는 (거짓) 주장을 했다. 민주당 코커스는 존슨이 이 제안을 가져오자 충격을 받았다. 그가 제안을 한 후, 앨버트 고어 시니어 상원의원이 일어나 그것에 대한 긴 우려 목록을 표명했다. 맨스필드는 코커스가 승인하지 않으면 원내총무직을 사임하겠다고 위협했다. 그들은 승인했지만, 63명의 민주당 상원의원 중 46대 17로만 승인했는데, 이는 존슨에게는 굴욕적인 총계로 여겨졌다. 이 후 존슨은 상원의 "슈퍼 리더" 역할을 하는 생각을 포기하고 상원에서 자신의 지배적 위치를 포기했다.

## 케네디의 다른 활동

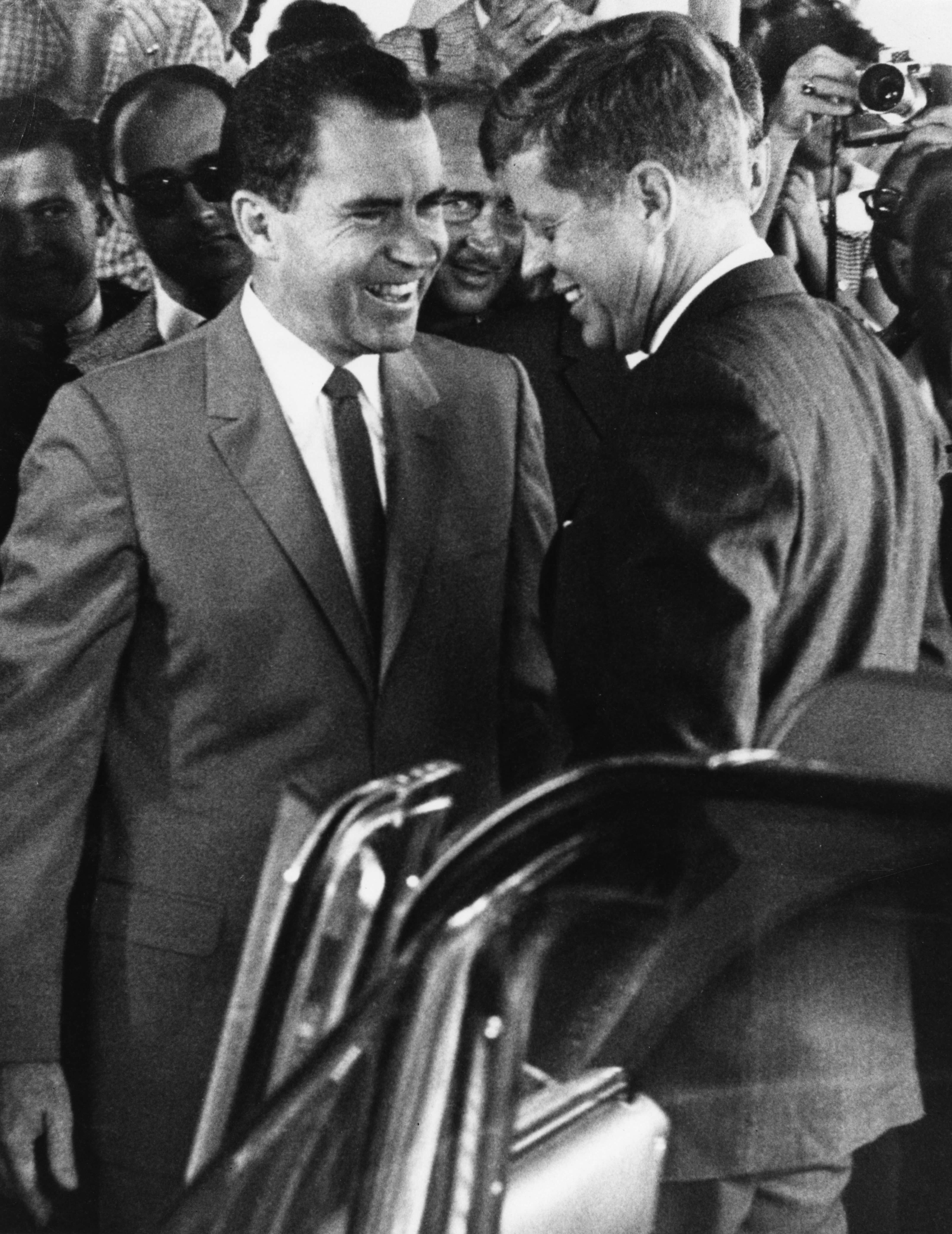
1960년 11월 14일 플로리다주 키 비스케인에서 리처드 닉슨과 만난 케네디(오른쪽)

인수인계 초기에 케네디는 아버지 조지프 P. 케네디가 소유한 팜비치의 집에서 긴 휴가를 보냈다. 그의 아내 재클린은 3주 후에 출산을 앞두고 있었기 때문에 (아들 존 F. 케네디 주니어) 의사들의 만류로 플로리다로 여행하지 않았다.
11월 11일, 케네디는 허버트 후버 전 대통령과 전화 통화를 했다. 11월 14일, 케네디는 팜비치에서 플로리다주 키 비스케인으로 이동하여 자신의 대통령 선거 상대이자 퇴임하는 부통령이었던 리처드 닉슨을 만났다. 이 회동은 케네디의 아버지 조지프 P. 케네디와 허버트 후버 전 대통령의 도움으로 성사되었다. 11월 16일, 케네디는 텍사스주로 날아가 LBJ 목장에서 존슨 부통령 당선인을 만났다. 이는 두 사람이 선거 이후 처음으로 만난 자리였다.
12월 11일, 케네디는 암살 시도를 피했다. 그날, 리처드 폴 패블릭은 그의 계획된 암살 시도를 미루었고, 4일 후 실행하기 전에 당국에 체포되었다.
1월 19일, 아이젠하워와의 회동 후 케네디와 그의 노동부 장관 지명자 아서 골드버그는 케네디의 친구인 윌리엄 월턴의 집에서 만났다. 케네디와 골드버그는 칼턴 호텔에서 AFL-CIO 집행위원회 및 다른 노동조합 지도자들과 회동했다. 또한 케네디는 쉐라톤 파크 호텔에서 38개 주 주지사들과 회동했다.

## 대통령 배우자 회동
12월 9일, 케네디의 아내 재클린은 아이젠하워의 아내 매미 아이젠하워로부터 백악관 투어를 받았다. 이는 인수인계 과정에서 불쾌한 순간으로 기록되었다. 매미 아이젠하워는 남편이 민주당원에 의해 계승되는 것에 불만을 품었고, 자신은 좋게 보지 않던 여성에게 자리를 물려주는 것에 불쾌감을 느꼈던 것으로 보인다. 케네디 부인은 불과 2주 전에 제왕 절개로 아들을 낳았음에도 불구하고, 아이젠하워 부인은 투어 중 그녀가 사용할 수 있는 휠체어가 있다는 것을 케네디에게 알려주지 않았다. 아이젠하워 부인의 불쾌감을 감지한 케네디 부인은 아이젠하워 부인 앞에서 평정을 유지했지만, 집에 돌아와서야 사적으로 쓰러졌다. 매미 아이젠하워가 나중에 케네디 부인에게 사용할 수 있는 휠체어가 있다는 것을 알려주지 않은 이유를 질문받았을 때, 그녀는 단순히 "그녀가 한 번도 묻지 않았기 때문"이라고 대답했다.

## 임명자 선정

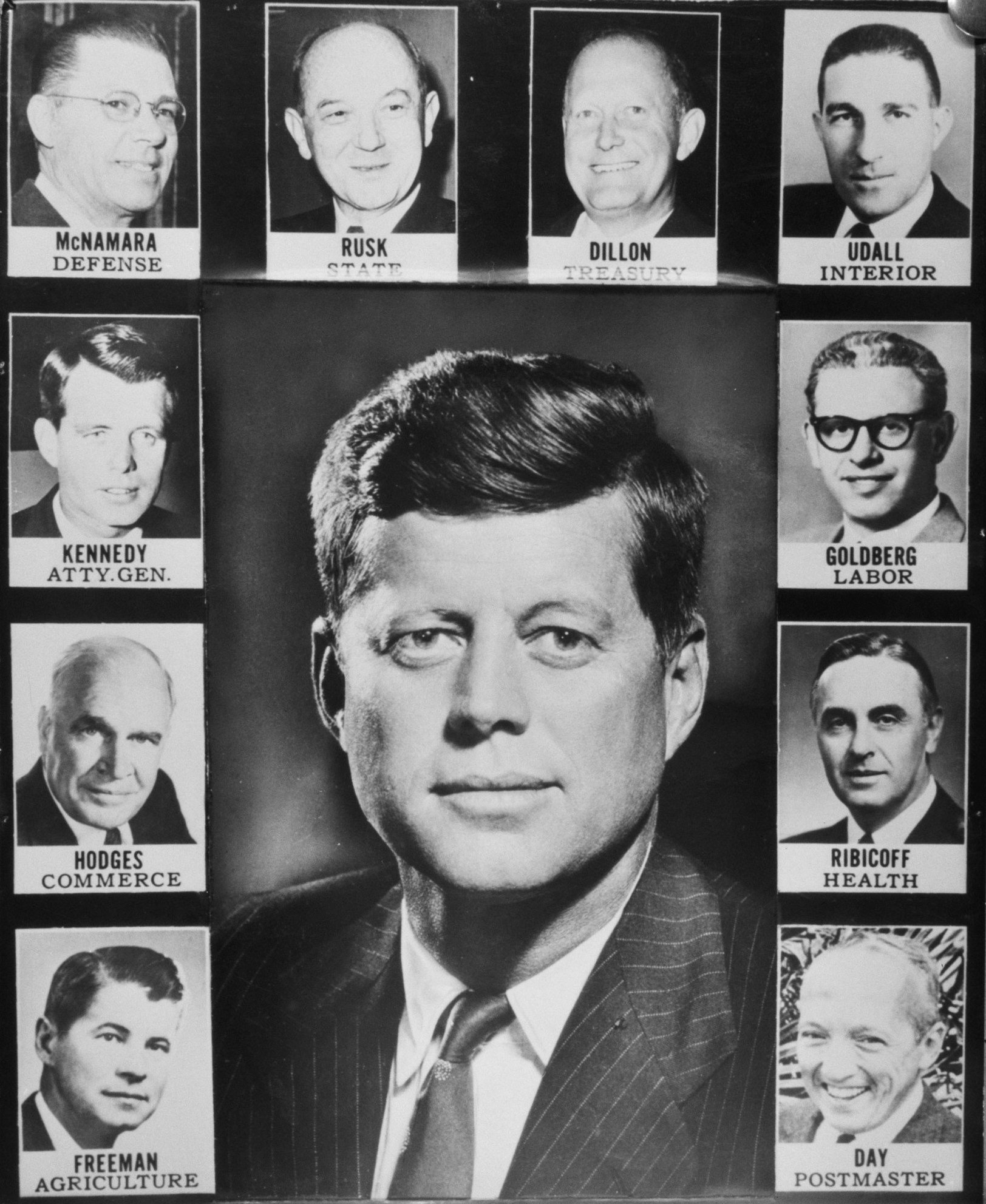
케네디와 그의 내각 구성원들(린든 존슨 부통령 제외)

케네디는 당선 후 8주 동안 자신의 내각과 다른 고위 관리들을 선택하는 데 시간을 보냈다. 케네디가 대통령 당선인이 된 후 최우선 과제는 국가안전보장 팀을 구성하는 것이었다. 케네디는 미국 군부의 기득권 인사들이 대부분 핵무기에 너무 집착하고 있으며, 이를 너무 쉽게 사용할 의향이 있다고 믿었다. 케네디는 궁극적으로 아이젠하워 행정부에서보다 더 많은 민간인 인물들이 군사 결정을 내리는 행정부를 구성하게 된다. 11월 9일, 자신의 행정부 첫 인선 발표에서 케네디는 J. 에드거 후버에게 연방수사국 (FBI) 국장으로 남아달라고 요청했으며, 앨런 덜레스에게 중앙정보국 (CIA) 국장으로 남아달라고 요청했으며, 두 사람 모두 그의 요청을 수락했다고 발표했다.
일부 개인은 케네디 행정부의 직책을 거절했다. 케네디는 로버트 A. 러벳에게 내각 직책을 제안했지만 러벳은 거절했다. 또한 케네디는 원래 우정청장 직책을 윌리엄 L. 도슨 의원에게 제안했지만, 그 역시 거절했다. 만약 그가 이 제안을 수락하고 직책에 임명되었다면, 도슨은 미국 역사상 최초의 흑인 내각 장관이 되었을 것이다. 인수인계에서의 역할에 대한 이해충돌을 피하기 위해 클리퍼드와 노이스타트 모두 케네디 행정부의 직책 고려 대상에서 자신을 제외하려고 했다. 그러나 인수인계가 끝나기 전에 노이스타트는 궁극적으로 케네디 백악관의 정부 조직 컨설턴트로 일하게 되었다.
선거를 앞두고 많은 서신이 케네디와 민주당 전국위원회에 정부 직책 임명을 요청하며 보내졌다. 래리 오브라이언은 이러한 서신 관리를 담당했다. 또한 존슨 부통령 당선인과 그의 직원들은 자신들이 임명되기를 원하는 개인들에 대한 요청을 보냈다. 존슨과 그의 사무실에서 온 요청은 딕 도나휴에게 전달되었다.

12월 17일, 케네디는 우정청장으로 J. 에드워드 데이를 지명하면서 자신의 10명 내각 지명자 중 마지막 인물을 발표했다. 뉴욕 타임스 뉴스 서비스의 존 D. 모리스는 케네디의 내각에 대해 다음과 같이 언급했다. 
유대인 두 명을 포함한 최초의 내각이자 대통령의 형제를 포함한 최초의 내각이며, 구성원 중 한 명이 자신의 직업을 "재단 임원"으로 기재한 최초의 내각이다. 평균 연령은 47세로 20세기 내각 중 가장 젊지만, 초대 대통령 조지 워싱턴의 첫 내각보다는 6살 많다.

지명된 내각 구성원들의 나이가 대부분 젊었다. 케네디의 내각 지명자 중 두 명은 지정된 내각 직책에서 최연소자가 될 것이었다: 농무장관 지명자 오빌 프리먼 (42세)과 국방장관 지명자 로버트 맥나마라 (44세). 모리스는 아이젠하워의 초기 내각이 케네디의 지정된 내각보다 평균 연령이 10세 높았다고 지적했다. 최연소 지명자는 35세의 로버트 F. 케네디였다. 로버트 F. 케네디는 리처드 러시 (33세에 취임)에 이어 두 번째로 어린 미국 법무장관이 될 것이었다. 족벌주의에 대한 우려에도 불구하고, 케네디의 아버지는 로버트 F. 케네디가 이 직책에 선택되도록 성공적으로 요구했다. 미국 상원 내에서 공화당 상원 소수당 원내대표인 에버릿 덕슨은 로버트 케네디의 법적 경험 부족에 대해 의구심을 표명했지만, 그 외에는 유능하다고 판단하여 대통령이 자신의 내각 구성원을 선택할 수 있는 능력을 지지했다. 남부 민주당원들이 이 지명에 반대할 것이라는 일부 의견도 있었다. 미국 상원 사법위원회 위원장인 제임스 이스트랜드는 로버트 케네디에게 약간의 호감을 가지고 있었지만, 다른 영향력 있는 남부인인 리처드 러셀 주니어는 호의적이지 않았다. 여전히 정치적으로 영향력이 있음을 보여주기를 원했던 존슨 부통령 당선인의 요청에 따라, 상원 원내비서이자 존슨의 심복인 보비 베이커는 러셀이 임명에 반대하지 않도록 설득하는 데 도움을 주었다. 존슨의 중재가 얼마나 중요했는지는 불확실하지만, 매클렐런과 샘 어빈과 같은 다른 남부 민주당원들은 로버트 케네디의 과거 상원 노동 라켓 위원회에서의 활동 때문에 그를 받아들였고, 전반적으로 그의 지명은 결코 의심할 여지가 없었을 것이다.  1월 13일, 로버트 케네디는 사법위원회에서 두 시간 동안 증언했는데, 질문은 대체로 우호적이었다. 로만 흐루스카의 경험 부족에 대한 압박에 대해, 로버트 케네디는 "제 생각에는 제가 헤아릴 수 없는 경험을 했다고 생각합니다... 저는 법대를 졸업한 이후의 기간 동안 제가 가졌던 1년의 경험도 보스턴에서 법률을 실습하는 경험과 바꾸지 않을 것입니다."라고 답변했다. 청문회 끝에 케네디의 지명은 위원회에서 만장일치로 승인되었다.
민주당 소속인 케네디는 공화당원인 맥조지 번디, 더글러스 딜런, 로버트 맥나마라를 행정부 직책에 지명했다. 아이젠하워의 국무차관을 역임했던 기업 지향적 공화당원 딜런은 케네디의 재무장관이 될 예정이었다. 케네디는 이 보수적인 인물 지명을 두 개의 다른 중요한 경제 자문 직책에 자유주의적인 민주당원들을 선택함으로써 균형을 맞췄다. 데이비드 E. 벨을 예산국 국장으로, 월터 헬러를 미국 대통령 경제자문위원회 의장으로 선택했다. 국방장관으로 선택된 로버트 맥나마라는 포드 모터 컴퍼니의 "휘즈 키즈" 중 한 명으로 잘 알려져 있었다.
케네디는 애들레이 스티븐슨을 국무장관으로 선택하라는 진보적인 압력을 거부하고, 대신 절제된 전 트루먼 행정부 관료인 딘 러스크를 선택했다. 스티븐슨은 비정책 직책인 주유엔 미국 대사를 수락했다.
백악관 직원 중 케네디는 공식적인 미국의 대통령 비서실장을 선택하지 않았다. 그는 대신 효과적으로 자신의 비서실장 역할을 하는 것을 선호했다.
아이젠하워는 대통령 재임 기간 동안 백악관과 입법부 간의 연락을 감독하기 위해 최초의 백악관 의회 관계 사무실을 설립했다. 클라크 클리퍼드의 메모는 케네디에게 이를 백악관에 유지하지 말 것을 권고했는데, 그는 부통령이 대통령과 의회 간의 충분히 효과적인 연락관 역할을 할 것이라고 믿었기 때문이다. 그는 또한 민주당 전국위원회 위원장과 민주당 전국위원회 직원이 의회 민주당원으로부터 오는 엽관제 관련 요구 사항을 충분히 해결할 수 있을 것이라고 믿었으며, 이러한 우려에 대한 연락관이 불필요하다고 생각했다. 케네디와 리처드 노이스타트의 11월 회의에서 의회 연락 문제가 논의되었다. 1960년 12월 7일 노이스타트가 작성한 후속 문서에는 이에 대한 그들의 논의가 회상되어 있다. 이 문서는 케네디가 엽관제 문제를 민주당 전국위원회에 맡기라는 클리퍼드의 조언을 거부하고, 대신 고위 보좌관에게 의회 연락관으로서 이 문제를 처리하도록 선택했음을 분명히 보여준다. 따라서 래리 오브라이언은 이 직책에서 이러한 문제 중 하나를 담당하게 되었다.

### 국방 및 외교 정책
- 로버트 맥나마라, 국방장관 (1960년 12월 13일 발표)[83]
- 딘 러스크, 국무장관 (1960년 12월 12일 발표)[84]
- 애들레이 스티븐슨, 주유엔 미국 대사 (1960년 12월 12일 발표)[84]
- 유진 M. 주커트, 공군장관 (1960년 12월 28일 발표)[85]
- 엘비스 제이콥 스타 주니어, 육군장관[68]
- 존 코널리, 해군장관 (1960년 12월 28일 발표)[86]
- 앨런 덜레스, 중앙정보국장 (1960년 11월 9일 발표) 현직[24]
- J. 에드거 후버, 연방수사국장 (1960년 11월 9일 발표) 현직[24]
- 맥조지 번디, 국가안보보좌관 (1960년 12월 31일 발표)[87]
- 로즈웰 길패트릭, 국방부 부장관[68]
- 체스터 볼스, 국무차관[68]
- 조지 볼, 경제 담당 국무차관[88]
- 조셉 V. 셰릭, 공군 차관 현직[68]
- G. 멘넨 윌리엄스, 아프리카 담당 국무차관보[68]
- 로저 W. 존스, 행정 담당 국무부 차관보[68]
- 앵어 비들 듀크, 의전장[68]
- 라일 S. 가록, 재정 관리 담당 공군 차관보 현직[68][89]
- 제임스 H. 웨이클린 주니어, 연구 개발 담당 해군 차관보 현직[68]
- 월트 휘트먼 로스토, 국가안보부보좌관[90]
- 찰스 E. 볼렌, 소련 문제 특별 고문[91]
- W. 애버렐 해리먼, 특별 순회 대사[68]
- 존 케네스 갤브레이스, 주인도 미국 대사[91]
- 데이비드 K. E. 브루스, 주영국 미국 대사[91]
- 허쉘 C. 러브리스, 연방 재협상 위원회 위원[68]
- 존 J. 맥클로이, 미국 군축청장[68]
- 조지 맥거번, 평화를 위한 식량 국장[68]

### 국내 정책
- 로버트 F. 케네디, 법무장관 (1960년 12월 16일 발표)[92]
- J. 에드워드 데이, 우정청장 (1960년 12월 16일 발표)[41]
- 오빌 프리먼, 농무장관 (1960년 12월 15일 발표)[93]
- 루터 H. 호지스, 상무장관 (1960년 12월 8일 발표)[94]
- 아브라함 리비코프, 보건 교육 복지부 장관 (1960년 12월 1일 발표)[95]
- 스튜어트 유달, 내무장관 (1960년 12월 7일 발표)[96]
- 아서 골드버그, 노동장관 (1960년 12월 15일 발표)[93]
- 루터 테리, 공중보건국장 (1961년 1월 16일 발표)[97]
- 바이런 화이트, 법무부 부장관 (1960년 12월 16일 발표)[98]
- W. 윌라드 워츠, 노동부 차관 (1961년 1월 8일 발표)[99]
- H. H. 브롤리, 우정청 부청장[68]
- 제임스 K. 카, 내무부 차관 (1961년 1월 12일 발표)[52]
- 에드워드 구데만, 상무부 차관[68]
- 아치볼드 콕스, 송무차관 (1960년 12월 28일 발표)[85]
- 로버트 C. 위버, 주택 및 주택금융청 행정관 (1960년 12월 31일 발표)[87]
- 뉴턴 N. 미노, 연방 통신 위원회 위원장[88]
- 렉스 매리언 휘튼, 연방 고속도로 관리청 행정관[68]
- 해리 J. 앤슬링거, 연방 마약국 국장 (1960년 12월 16일 발표) 현직[98]
- 플로이드 도미니, 미국 재정비국 국장 (1961년 1월 12일 발표) 현직[52]
- 존 S. 글리슨 주니어, 재향군인회 관리자[68]
- 로버트 J. 버크하르트, 시설 담당 우정청 차관보[68]
- 랄프 W. 니콜슨, 재정 담당 우정청 차관보[68]
- 프레더릭 C. 벨렌, 우편 운영 담당 우정청 차관보[68]
- 제임스 M. 퀴글리, 연방 및 주 문제 담당 보건 교육 복지부 차관보 (1961년 1월 16일 발표)[97]
- 윌버 J. 코헨, 입법 문제 담당 보건 교육 복지부 차관보 (1961년 1월 16일 발표)[97]
- 보이스포이예트 존스, 보건 및 의료 문제 담당 보건 교육 복지부 차관보 (1960년 12월 31일 발표)[68][87]
- 케네스 홀룸, 수자원 및 전력 담당 내무부 차관보 (1961년 1월 12일 발표)[52]
- 존 A. 카버 주니어, 공공 토지 관리 담당 내무부 차관보 (1961년 1월 12일 발표)[52]
- 제리 R. 홀레만, 노동부 차관보[68]
- 제임스 J. 레이놀즈, 노동부 차관보 (1961년 1월 8일 발표)[99]
- 조지 C. 로지, 국제 업무 담당 노동부 차관보 현직[68]
- 조지 레온폴 위버, 노동부 장관 특별 보좌관 (1961년 1월 8일 발표)[68][99]
- 프랭크 배리, 내무부 법무관 (1961년 1월 12일 발표)[52]
- 찰스 도나휴, 노동부 법무관 (1961년 1월 8일 발표)[99]
- 앨런 윌콕스, 보건 교육 복지부 법무 자문[97]
- 글렌 T. 시보그, 원자력위원회 위원장 (1961년 1월 16일 발표)[68][97]
- 마이클 먼로니, 미국 우정청 백악관 및 의회 연락 담당 행정 보좌관[68]

### 경제 정책
- C. 더글러스 딜런, 재무장관 (1960년 12월 16일 발표)[92]
- 데이비드 E. 벨, 예산국장[68]
- 엘리자베스 루델 스미스, 미국 재무관 (1960년 12월 18일 발표)[100]
- 해리 J. 앤슬링거, 연방 마약국 국장 현직[68]
- 존 M. 레디, 국제 업무 담당 재무부 차관보 (1961년 1월 16일 발표)[97]
- 데이비드 E. 벨, 예산국장[17]
- 월터 헬러, 미국 대통령 경제자문위원회 위원장[101]
- 존 E. 혼, 중소기업청장[68]
- 헨리 H. 파울러, 재무부 차관[68]
- 로버트 루사, 통화 문제 담당 재무부 차관[68]
- 엘머 B. 스타츠, 예산국 부국장 현직[68]
- 에스터 피터슨, 미국 여성국 국장 겸 노동부 장관 보좌관 (1961년 1월 8일 발표)[99]
- 커밋 고든, 경제자문위원회 위원[68]
- 제임스 토빈, 경제자문위원회 위원[68]
- 조지 도킹, 수출입 은행장[68]

### 백악관 직원
- 피에르 샐린저, 백악관 대변인 (1960년 11월 9일 발표)[24]
- 앤드류 해처, 백악관 부대변인 (1960년 11월 9일 발표)[24]
- 테드 소렌슨, 백악관 고문 (1960년 11월 9일 발표)[24]
- 케네스 오도널, 대통령 비서 (1960년 11월 9일 발표)[24]
- 프레드 더턴, 백악관 내각 비서[102]
- 랄프 A. 던건, 백악관 비서관[68]
- 래리 오브라이언, 의회 관계 대통령 보좌관[103]
- 데이비드 파워스, 대통령 특별 보좌관[104]
- 제임스 M. 랜디스, 대통령 특별 보좌관[68]
- 티모시 리어던, 대통령 행정 보좌관[68]
- 리처드 노이스타트, 정부 조직 컨설턴트[68]

### 기타
- 존 무어, 연방총무청 행정관[68]
- 버나드 L. 부틴, 연방총무청 부행정관[68]
- 존 메이시, 인사관리처 위원장[68]

## 케네디 대통령 임기에 미친 영향
케네디의 인수인계와 마찬가지로 케네디 행정부도 종종 브루킹스 연구소의 브리핑 자료를 참조했다. 1987년 역사가 칼 M. 브라우어는 실패한 피그스만 침공에 대한 케네디의 승인을 케네디와 그의 팀이 대통령직 인수인계 기간 동안 정부의 관료적 전문가들을 너무 신뢰했기 때문이라고 비난했다.

### 인용된 저작
- Brauer, Carl M. (1986). 《Presidential Transitions: Eisenhower Through Reagan》. New York: Oxford University Press. ISBN 0195040511.
- Dallek, Robert (2013). 《Camelot's Court : Inside the Kennedy White House》 Fir판. New York, New York: Harper Collins. ISBN 9780062065841.
- Shaw, John (2018). 《Rising Star, Setting Sun : Dwight D. Eisenhower, John F. Kennedy, and the Presidential Transition That Changed America》 Fir Pegasus books clo판. New York. ISBN 978-1681777320.

## 더 읽어보기
- 클라크 클리퍼드의 인수인계 메모 (1960년 11월 9일) –존 F. 케네디 도서관 및 박물관
- 포터 인터내셔널 컴퍼니의 메모 초안 (1960년 11월 16일) –존 F. 케네디 도서관 및 박물관
- 존 F. 케네디의 문서. 대통령 취임 전 문서. 인수인계 파일 –존 F. 케네디 도서관 및 박물관
- 아이젠하워-케네디 자료 –드와이트 D. 아이젠하워 대통령 기념 도서관
- 역사 문서 미국 외교 관계, 1961-1963, 제24권, 라오스 위기 1961년 1월-3월: 아이젠하워에서 케네디 행정부로의 인수인계 –미국 국무부